# Tsjûkemar
Tsjûkemar (niederländisch Tjeukemeer) ist ein Binnensee in der niederländischen Provinz Friesland am Rand der Provinz Overijssel und das größte Gewässer der sogenannten Friese Meren. Früher war es nur ein flacher See ohne besondere touristische Attraktionen. 1957 begannen mehrere Provinzen unter dem Namen Marrekrite eine Kooperation zum Zweck, das Gebiet touristisch zu erschließen. Man beseitigte Untiefen, im Jahr 2000 schüttete man zwei künstliche Inseln auf. Diese bieten heute Bootstouristen in eigenen Hafenbecken Liegeplätze, an denen sie übernachten können.

## Geschichte
Stürme – insbesondere 1164 die Julianenflut, 1219 die Marcellusflut sowie 1509 die Zweite Cosmas- und Damianflut – sowie Eisgang veränderten Gestalt und Umfang des Sees im Laufe der Geschichte stark und viele Erzählungen berichten von im Tsjûkemar untergegangenen Dörfern. Größer wurde der See auch durch spontane Torffeuer und gelegte Brände im Torf. Um 1840 gab es erste Pläne, Land trockenzulegen, um 1880 wiederum einen; keiner wurde jedoch verwirklicht.

## Der See und seine Umgebung
Im Süden (Richtung Lemmer) mit einer festen Brücke versehen, schließt das Tsjûkemar im Norden mit einer der wenigen noch existierenden Autobahn-Hubbrücken (Richtung Joure) ab. Die Durchfahrtshöhe der festen Brücke kann größere Segler blockieren. Am See befinden sich die Ortschaften Echtenerbrug, Delfstrahuizen, Vierhuis und Oosterzee. Auch einige Campingplätze sind vorhanden. Echtenerbrug und Delfstrahuizen werden durch den Pier Christaansloot getrennt. Dieser gehört zu einem kleinen Teil einer alten Torfroute an, die zum Tsjûkemar führt und heutzutage mit vielen Anlegeplätzen versehen ist. Hier befindet sich auch die Ausfahrt in Richtung der Provinz Overijssel. Im Südwesten führt die Ausfahrt über die Follegasloot zum Groote Brekken und nach Lemmer. In der nördlichen Ausfahrt bei Zandrak sollte man nicht die betonnte Fahrrinne verlassen, da es sofort sehr untief wird. Besonders der nordöstliche Teil misst weniger als einen Meter. Gefährliche Findlinge (50 cm unter Wasser) sind allerdings inzwischen aus dem Tsjûkemar entfernt worden. Sie tauchen auf den Gewässerkarten nicht mehr als Gefahrenstellen auf. Nachdem der See in den letzten Jahren auf größere Tiefe gebracht worden ist, wurde die Betonnung der östlichen Fahrrinne von Echtenerbrug nach Norden sehr ausgedünnt, sodass sie bei Wellengang kaum Orientierung bietet. Allerdings zeigen alte Wasserkarten noch die volle Betonnung an. Richtung Langweer empfiehlt es sich deshalb, über die Follegasloot nach Westen auszufahren und dann über den Prinses Margrietkanal nach Norden, statt die nördliche Ausfahrt zu benutzen.

### Inseln
- Gânzetippe ist die einzige natürliche und auch größte Insel im See. Sie liegt nur etwa 100 Meter vor dem nordwestlichen Seeufer und der dort ansetzenden Westbucht De Wiel, sie ist vom Ufer durch den Damm der Autobahn Emmeloord-Joure und ihn beidseits begleitende schmale Wasserstreifen getrennt; hier ist es deshalb laut.[1]
- Marchjepôle, die nächstkleinere, liegt etwa einen halben Kilometer vor dem Südufer zwischen Oosterzee und Echten. Hier gibt es einen kinderfreundlichen, flach abfallenden Badestrand mit feinem Sand.
- Tsjûkepôle ist nur wenig von der Seemitte nach Nordosten versetzt

Auf allen Inseln kann man Müll entsorgen, auf keiner von ihnen gibt es derzeit sanitäre Einrichtungen. Auf Marchjepôle ist in den Sommermonaten eine Toilette auf einem Schwimmponton am Steg im Süden der Insel vertäut.

## Tsjûke und March

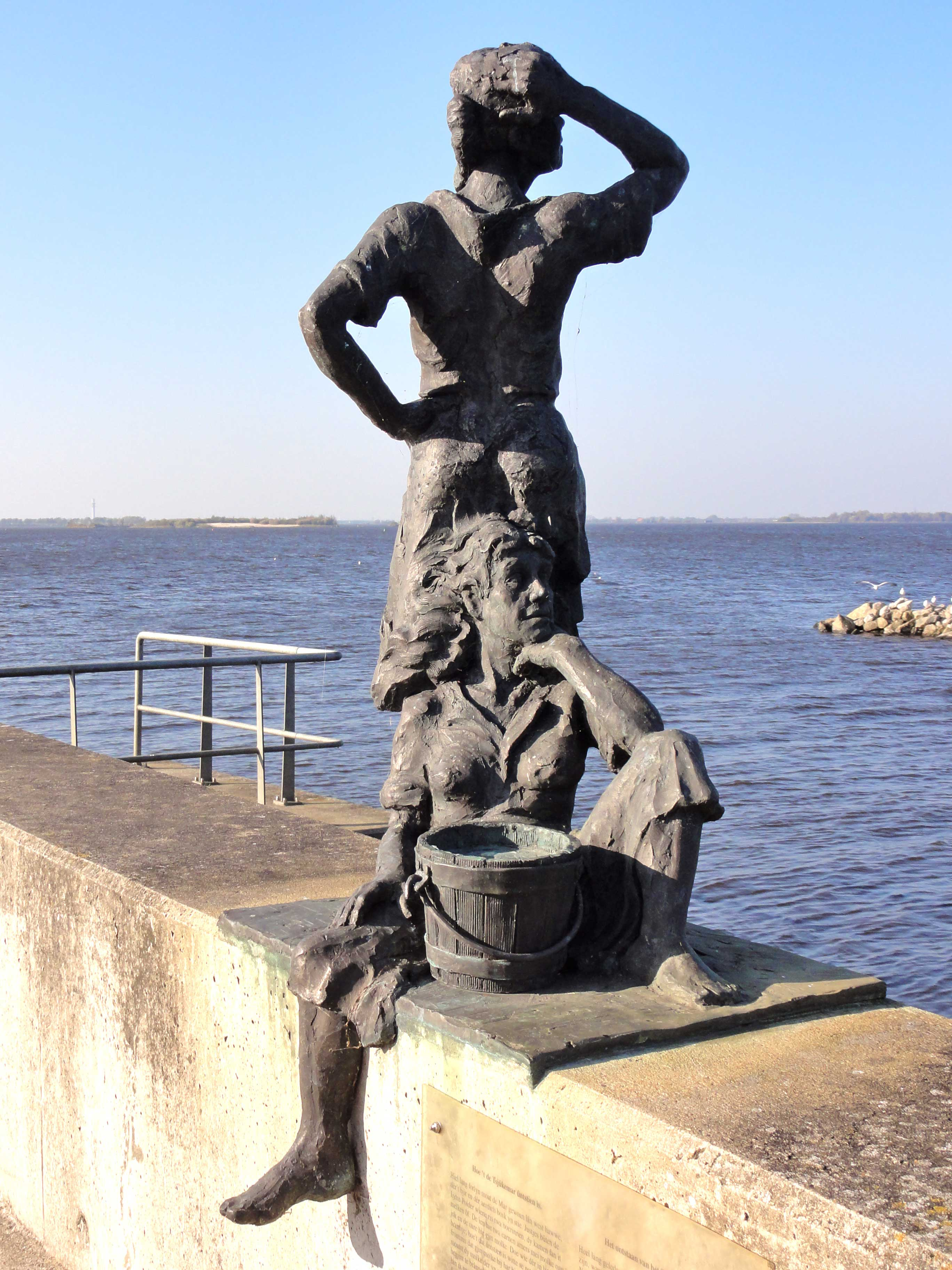
Denkmal von „Tsjûke und March“

Darüber, wie das Tsjûkemar zu seinem Namen kam, gibt es verschiedene Volkssagen. Eine davon ist beim Pumpwerk in Echten nachzulesen, wo auch die Statue von Tsjûke und March steht.
Vor langer Zeit muss das Tsjûkemar einmal Land gewesen sein, auf dem hier und da auch Wald vorkam. Eines Tages liefen außerhalb des kleinen Polders zwei Bäuerinnen. Sie hatten Kühe und kamen gerade vom Melken zurück. Die eine Bäuerin hatte zwei Eimer mit Milch, die andere trug keine. Auf einmal entdeckten sie ein Feuer. Die Bäuerin ohne Milch rief der anderen zu: „Du musst deine Milch hineinschütten, damit das Feuer nicht größer wird!“ Aber die andere Bäuerin sagte: „Du bist wohl nicht gescheit, dann bin ich ja meine Milch los! Lass es ruhig brennen, das ist doch nicht unser Land.“ Weil sich diese Bäuerin weigerte, ihre Milch zum Löschen herzugeben, wuchs das Feuer. Die andere Bäuerin sah es ängstlich an und rief: „Oh Tsjûke, oh Tsjûke, das sollst du bereuen!“
Dadurch schalt sie die Bäuerin ernsthaft aus, da ‚Tsjûke‘ damals ein Hundename war. Wer eine Frau als ‚Tsjûke‘ bezeichnete, machte sie damit zur Hündin. Durch das Schimpfwort aus dieser Geschichte soll der Name des heutigen ‚Meeres‘ entstanden sein. Andere behaupten, dass es sich statt um zwei Bäuerinnen um zwei Schwestern, namens Tsjûke und March, handelte. Diese Geschichte berichtet davon, dass die zwei Schwestern sich durch den Rauch während des Brandes aus den Augen verloren. Da sie sich aber ständig beim Namen riefen, ist dies den Menschen aus der Umgebung bis auf den heutigen Tag im Gedächtnis geblieben. „Das ist das Tsjûkemar“, sagen sie deshalb.

## Trivia
Im Jahr 1974 veröffentlichte die niederländische Schlagersängerin Conny Vandenbos ein Lied mit dem Titel „Tjeukemeer“. Die Musik hierzu schrieb Burt Bacharach; der Text stammt von Hal David.